# Fredrik Hasselquist
Fredrik Hasselquist, född 3 januari 1722 i Törnevalla, död 1752 i byn Buca utanför Smyrna, var en svensk naturforskare och läkare och en av Linnés lärjungar.

## Biografi

### Studier
Fredrik Hasselquists far var komminister i Törnevalla. Han kunde gå i Katedralskolan Linköping tack vare ekonomisk hjälp från prästerskapet. År 1741 inskrevs han i Östgöta nation vid universitetet i Uppsala. Den begåvade men medellöse ynglingen hade där turen att bli "upptäckt" av Linné, som såg till att Hasselquist fick ekonomiskt stöd till sina studier. Han kunde så småningom avlägga sin doktorsgrad 1749.

### Verksamhet som naturforskare
Linné hade nämnt för sina studenter att Palestinas naturalhistoria var försummad. Hasselquist anmälde sig villig att bli Linnés Palestinaforskare. I augusti 1749 avseglade han ombord på Levantkompaniets stolthet Ulrica via Göteborg mot Smyrna (Izmir). Väl framme i Turkiet gjorde han en hel del botaniska exkursioner på landsbygden. Men det var ju till Palestina han skulle, och nästa etapp på vägen dit företogs i maj 1750 då han kom till Egypten. Förutom sitt vetenskapliga arbete tog han hand om svenska handelsintressen på platsen, eftersom Sverige saknade konsulära beskickningar i landet. Han skickade kontinuerligt redogörelser till Sverige för publicering i Kungliga Vetenskapsakademiens Handlingar. Uppenbarligen höll arbetena hög klass eftersom Hasselquist 1750 invaldes som ledamot i Vetenskapsakademien och 1751 i Vetenskapssocieteten i Uppsala.
Förvåren 1751 kom Hasselquist äntligen fram till Palestina. Där samlade han under några hektiska veckor in cirka 600 växter samt sällsynta stenar och insekter. Han sände hem frön bland annat av vildrosen Rhamnus Spina Christi, som enligt Hasselquist var den växt som Kristi törnekrona var gjord av.
Hasselquist kunde av olika skäl inte stanna länge i Palestina. I maj 1751 återvände han via Rhodos och Cypern till Izmir. Den lungsjukdom (tuberkulos), som han hade redan innan han for hemifrån, började nu att förvärras alltmer. Men han arbetade målmedvetet trots sin sjukdom och grundade ett vetenskapligt sällskap i Izmir, där han blev medelpunkten i stadens kulturella europeiska kretsar.
I väntan på respengar hem kurerade han sig i byn Buca. Tuberkulosen tog dock snabbt överhanden och Hasselquist avled redan våren 1752. Han begravdes i närvaro av den europeiska kolonin, men gravplatsen har i efterhand inte stått att finna.
Hasselquists samlingar kunde efter mycket trassel sändas till Sverige. Bland annat fick drottning Lovisa Ulrika rycka in och ordna med ekonomiska och praktiska åtaganden för att den värdefulla samlingen skulle komma till Drottningholms slott. Linné utgav senare (i Hasselquists namn) boken Iter Palestinum eller Resa till det heliga landet, som baseras på resenärens anteckningar.

## Auktorsnamn
Auktorsnamnet Hasselq. kan användas för Fredrik Hasselquist i samband med ett vetenskapligt namn inom botaniken